# Żinocza wyszcza liha
Ukraińska Wyszcza Liha (ukr. Жіноча вища ліга, Żinocza Wyszcza Liha) – najwyższa w hierarchii klasa kobiecych ligowych rozgrywek piłkarskich na Ukrainie, będąca jednocześnie najwyższym szczeblem centralnym (I poziom ligowy), utworzona w 1992 roku i zarządzana przez Komitet Piłki Nożnej Kobiet organizowany przy Ukraińskim Związku Piłki Nożnej (UAF). Zmagania w jej ramach toczą się cyklicznie (co sezon) i przeznaczone są dla 12 najlepszych krajowych klubów piłkarskich. Jej triumfator zostaje Mistrzem Ukrainy, zaś najsłabsze drużyny są relegowane do Perszej lihi (II ligi ukraińskiej).

## Historia
Po uzyskaniu niepodległości w 1991 roku Ukraina zaczęła organizować własne rozgrywki piłkarskie (wcześniej w 1990 i 1991 zespoły ukraińskie występowały w mistrzostwach ZSRR). Pierwszy sezon ukraińskiej ekstraklasy rozegrano od 18 kwietnia do 3 października 1992 roku, kiedy to 10 zespołów systemem dwurundowym walczyli o tytuł mistrza Ukrainy. Pierwsze historyczne mistrzostwo zdobyło utytułowane Dynamo Kijów.
W 1994 roku Persza Liha (2 poziom) została zlikwidowana. Powodem było małe zainteresowanie klubów kobiecych. Wtedy spadkowicze kontynuowały występy na poziomie regionalnym. Dopiero od 2013 rozgrywki w Pierwszej lidze zostały wznowione.
Od sezonu 2017/2018 rozgrywki w Wyższej lidze odbywają się systemem jesień-wiosna, a liczba zespołów stanowi 10. Od sezonu 2022/23 liczbę drużyn powiększono do 12.

## Skład ligi w sezonie 2024/25
| Klub               | Miasto               |
| ------------------ | -------------------- |
| Dnipro-1           | Dniepr               |
| Dynamo Kijów       | Kijów                |
| EMS Podilla        | Winnica              |
| Kołos Kowaliwka    | Kowaliwka            |
| Krywbas Krzywy Róg | Krzywy Róg           |
| Ładomyr            | Włodzimierz Wołyński |
| Metalist 1925      | Charków              |
| Obołoń             | Kijów                |
| Pantery            | Humań                |
| SeaSters           | Odessa               |
| Szachtar Donieck   | Donieck              |
| Worskła Połtawa    | Połtawa              |

## Mistrzowie i pozostali medaliści
| Sezon                         | K | K | T  | Mistrz                      | Wicemistrz                | III miejsce                | Br. | Król strzelców                                | Uwagi                       |
| Wyszcza Liha (ukr. Вища ліга) |   |   |    |                             |                           |                            |     |                                               |                             |
| 1992                          |   |   | 1  | Dynamo Kijów                | Arena-Hospodar Fastów     | Łehenda Czernihów          | 22  | Switłana Friszko (Dynamo Kijów)               | 10 klubów                   |
| 1993                          |   |   | 1  | Arena Kijów                 | Dynamo Kijów              | Tornado Kijów              | 19  | Switłana Friszko (Dynamo Kijów)               | 13 klubów                   |
| 1994                          |   |   | 1  | Donećk-Roś Donieck          | Junisa Kijów              | Alina Kijów                | 12  | Hałyna Mychajłenko (Donećk-Roś Donieck)       | 13 klubów                   |
| 1995                          |   |   | 2  | Donećk-Roś Donieck          | Alina Kijów               | Spartak Kijów              |     |                                               | 9 klubów                    |
| 1996                          |   |   | 3  | Warna Donieck               | Alina Kijów               | Stal Makiejewka            |     |                                               | 6 klubów                    |
| 1997                          |   |   | 1  | Alina Kijów                 | Łehenda Czernihów         | Donczanka-Warna Donieck    | ?   | Switłana Friszko (Donczanka-Warna Donieck)    | 5 klubów                    |
| 1998                          |   |   | 4  | Donczanka Donieck           | Łehenda Czernihów         | Iskra Zaporoże             |     |                                               | 4 kluby                     |
| 1999                          |   |   | 5  | Donczanka Donieck           | Łehenda-Czeksył Czernihów | Hrafit Zaporoże            |     |                                               | 4 kluby                     |
| 2000                          |   |   | 1  | Łehenda-Czeksył Czernihów   | Donczanka Donieck         | Kyjiwśka Ruś Kijów         |     |                                               | 2 grupy po 4 kluby; finał 4 |
| 2001                          |   |   | 2  | Łehenda-Czeksył Czernihów   | Donczanka Donieck         | Wołyń Łuck                 |     |                                               | 2 grupy po 4 kluby; finał 4 |
| 2002                          |   |   | 3  | Łehenda-Czeksył Czernihów   | FK Charków                | Metałurh-Donczanka Donieck |     |                                               | 2 grupy po 4 kluby; finał 4 |
| 2003                          |   |   | 1  | Charkiw-Kondycioner Charków | Łehenda-Czeksył Czernihów | Donczanka-CPOR Donieck     | 20  | Raimonda Kudytė (Charkiw-Kondycioner Charków) | 7 klubów                    |
| 2004                          |   |   | 2  | Metalist Charków            | Łehenda-Czeksył Czernihów | Spartak Sumy               | 20  | Ludmyła Pekur (Metalist Charków)              | 9 klubów                    |
| 2005                          |   |   | 4  | Łehenda-Czeksył Czernihów   | Arsenał Charków           | Spartak Iwano-Frankowsk    | 33  | Julija Kornijeweć (Łehenda-Czeksył Czernihów) | 9 klubów                    |
| 2006                          |   |   | 3  | Żytłobud-1 Charków          | Łehenda-Czeksył Czernihów | Naftochimik Kałusz         | 25  | Chrystyna Botiuk (Naftochimik Kałusz)         | 9 klubów+finał 4            |
| 2007                          |   |   | 1  | Naftochimik Kałusz          | Żytłobud-1 Charków        | Łehenda-Czeksył Czernihów  | 19  | Wira Diateł (Żytłobud-1 Charków)              | 8 klubów+finał 4            |
| 2008                          |   |   | 4  | Żytłobud-1 Charków          | Łehenda Czernihów         | Naftochimik Kałusz         | 24  | Hałyna Mychajłenko (Żytłobud-1 Charków)       | 10 klubów+finał 5           |
| 2009                          |   |   | 5  | Łehenda-SzWSM Czernihów     | Illicziwka Mariupol       | Żytłobud-1 Charków         | 12  | Hałyna Mychajłenko (Żytłobud-1 Charków)       | 7 klubów                    |
| 2010                          |   |   | 6  | Łehenda-SzWSM Czernihów     | Żytłobud-1 Charków        | Illicziwka Mariupol        | 20  | Hanna Mozolska (Żytłobud-1 Charków)           | 9 klubów                    |
| 2011                          |   |   | 5  | Żytłobud-1 Charków          | Łehenda-SzWSM Czernihów   | Naftochimik-PNU Kałusz     | 18  | Julija Kornijeweć (Łehenda-SzWSM Czernihów)   | 8 klubów                    |
| 2012                          |   |   | 6  | Żytłobud-1 Charków          | Naftochimik Kałusz        | Donczanka-CPOR Donieck     | 18  | Olha Owdijczuk (Żytłobud-1 Charków)           | 8 klubów                    |
| 2013                          |   |   | 7  | Żytłobud-1 Charków          | Łehenda-SzWSM Czernihów   | Donczanka-CPOR Donieck     | 17  | Olha Owdijczuk (Żytłobud-1 Charków)           | 8 klubów                    |
| 2014                          |   |   | 8  | Żytłobud-1 Charków          | Żytłobud-2 Charków        | Łehenda-SzWSM Czernihów    | 15  | Jana Kalinina (Żytłobud-2 Charków)            | 8 klubów                    |
| 2015                          |   |   | 9  | Żytłobud-1 Charków          | Łehenda-SzWSM Czernihów   | Żytłobud-2 Charków         | 21  | Weronika Andruchiw (Żytłobud-2 Charków)       | 8 klubów                    |
| 2016                          |   |   | 1  | Żytłobud-2 Charków          | Żytłobud-1 Charków        | Łehenda-SzWSM Czernihów    | 16  | Tamiła Chimycz (Łehenda-SzWSM Czernihów)      | 8 klubów                    |
| 2017                          |   |   | 2  | Żytłobud-2 Charków          | Żytłobud-1 Charków        | Łehenda-SzWSM Czernihów    | 10  | Hanna Woronina (Żytłobud-1 Charków)           | 9 klubów                    |
| 2017/18                       |   |   | 10 | Żytłobud-1 Charków          | Żytłobud-2 Charków        | Łehenda-SzWSM Czernihów    | 28  | Olha Owdijczuk (Żytłobud-1 Charków)           | 10 klubów                   |
| 2018/19                       |   |   | 11 | Żytłobud-1 Charków          | Żytłobud-2 Charków        | Woschod Stara Majaczka     | 30  | Olha Owdijczuk (Żytłobud-1 Charków)           | 10 klubów                   |
| 2019/20                       |   |   | 3  | Żytłobud-2 Charków          | Żytłobud-1 Charków        | Woschod Stara Majaczka     | 17  | Jana Kalinina (Żytłobud-2 Charków)            | 10 klubów                   |
| 2020/21                       |   |   | 12 | Żytłobud-1 Charków          | Żytłobud-2 Charków        | Woschod Stara Majaczka     | 22  | Jana Kalinina (Żytłobud-2 Charków)            | 10 klubów                   |
| 2021/22                       |   |   | -  | ---                         | ---                       | ---                        |     |                                               | 11 klubów                   |
| 2022/23                       |   |   | 4  | Worskła Połtawa             | Krywbas Krzywy Róg        | Kołos Kowaliwka            | 39  | Jana Kalinina (Worskła)                       | 12 klubów                   |
| 2023/24                       |   |   | 5  | Worskła Połtawa             | Kołos Kowaliwka           | Krywbas Krzywy Róg         | 17  | Roksołana Krawczuk (Worskła)                  | 12 klubów                   |
| 2024/25                       |   |   |    |                             |                           |                            |     |                                               | 12 klubów                   |

## Statystyka

### Klasyfikacja według klubów
W dotychczasowej historii Mistrzostw Ukrainy na podium oficjalnie stawało w sumie 20 drużyn. Liderem klasyfikacji jest Żytłobud-1 Charków, który zdobył 10 tytułów mistrzowskich.
Stan na 31.05.2024.
| Lp. | Klub                                                              | Miejsca na podium | Miejsca na podium                          | Miejsca na podium | Zwycięskie sezony                     |   |   |                                                                     |
| --- | ----------------------------------------------------------------- | ----------------- | ------------------------------------------ | ----------------- | ------------------------------------- | - | - | ------------------------------------------------------------------- |
| Lp. | Klub                                                              | 1.                | Metalist 1925 Charków (Żytłobud-1 Charków) | 10                | Zwycięskie sezony                     | 3 | 1 | 2006, 2008, 2011, 2012, 2013, 2014, 2015, 2017/18, 2018/19, 2020/21 |
| 2.  | Łehenda-SzWSM Czernihów                                           | 6                 | 10                                         | 3                 | 2000, 2001, 2002, 2005, 2009, 2010    |   |   |                                                                     |
| 3.  | Worskła Połtawa (Żytłobud-2 Charków)                              | 5                 | 4                                          | 1                 | 2016, 2017, 2019/20, 2022/23, 2023/24 |   |   |                                                                     |
| 4.  | Donczanka Donieck                                                 | 5                 | 2                                          | 4                 | 1994, 1995, 1996, 1998, 1999          |   |   |                                                                     |
| 5.  | Arsenał Charków (FK Charków/Charkiw-Kondycioner/Metalist Charków) | 2                 | 2                                          | 0                 | 2003, 2004                            |   |   |                                                                     |
| 6.  | Alina Kijów                                                       | 1                 | 2                                          | 1                 | 1997                                  |   |   |                                                                     |
| 7.  | Naftochimik Kałusz                                                | 1                 | 1                                          | 3                 | 2007                                  |   |   |                                                                     |
| 8.  | Arena Kijów                                                       | 1                 | 1                                          | 0                 | 1993                                  |   |   |                                                                     |
| 8.  | Dynamo Kijów                                                      | 1                 | 1                                          | 0                 | 1992                                  |   |   |                                                                     |
| 10. | Illicziwka Mariupol                                               | 0                 | 1                                          | 1                 |                                       |   |   |                                                                     |
| 10. | Kołos Kowaliwka                                                   | 0                 | 1                                          | 1                 |                                       |   |   |                                                                     |
| 10. | Krywbas Krzywy Róg                                                | 0                 | 1                                          | 1                 |                                       |   |   |                                                                     |
| 10. | Spartak Kijów                                                     | 0                 | 1                                          | 1                 |                                       |   |   |                                                                     |
| 14. | Woschod Stara Majaczka                                            | 0                 | 0                                          | 3                 |                                       |   |   |                                                                     |
| 15. | Hrafit Zaporoże                                                   | 0                 | 0                                          | 2                 |                                       |   |   |                                                                     |
| 16. | Kyjiwśka Ruś Kijów                                                | 0                 | 0                                          | 1                 |                                       |   |   |                                                                     |
| 16. | Spartak Sumy                                                      | 0                 | 0                                          | 1                 |                                       |   |   |                                                                     |
| 16. | Stal Makiejewka                                                   | 0                 | 0                                          | 1                 |                                       |   |   |                                                                     |
| 16. | Tornado Kijów                                                     | 0                 | 0                                          | 1                 |                                       |   |   |                                                                     |
| 16. | Wołyń Łuck                                                        | 0                 | 0                                          | 1                 |                                       |   |   |                                                                     |

### Klasyfikacja według miast
Siedziby klubów: Stan na 31.05.2024.
| Miasto    | Liczba tytułów | Drużyny                                                               |
| --------- | -------------- | --------------------------------------------------------------------- |
| Charków   | 15             | Żytłobud-1 Charków (10), Żytłobud-2 Charków (3), Metalist Charków (2) |
| Czernihów | 6              | Łehenda-SzWSM Czernihów (6)                                           |
| Donieck   | 5              | Donneczanka-CPOR Donieck (5)                                          |
| Kijów     | 3              | Alina Kijów (1), Arena Kijów (1), Dynamo Kijów (1)                    |
| Połtawa   | 2              | Worskła Połtawa (2)                                                   |
| Kałusz    | 1              | Naftochimik Kałusz (1)                                                |

### Piłkarze z największą liczbą zdobytych goli w Premier lidze
Stan na 31.05.2024
| Poz. | Imię i nazwisko piłkarki | Liczba goli | Kluby |
| ---- | ------------------------ | ----------- | --- |
| 1    | Jana Kalinina            | 209         | Worskła Połtawa (Żytłobud-2 Charków) |
| 2    | Olha Owdijczuk           | 183         | Żytłobud-1 Charków, Rodyna-Licej |
| 3    | Hałyna Mychajłenko       | 160         | Żytłobud-1 Charków, Doneczczanka Donieck (Donećk-Roś), Arsenał Charków (Charkiw-Kondycioner, Metalist), Alina Kijów, Łehenda Czernihów                       |
| 4    | Weronika Andruchiw       | 151         | Worskła Połtawa (Żytłobud-2 Charków), Naftochimik Kałusz |
| 5    | Hanna Mozolska           | 141         | Żytłobud-1 Charków, Arsenał Charków (Charkiw-Kondycioner, Metalist)                                                                                          |
| 6    | Ołena Chodyriewa         | 132         | Łehenda Czernihów, Żytłobud-2 Charków, Naftochimik Kałusz |
| 7    | Julija Kornijeweć        | 128         | Łehenda Czernihów, Jednist'-SzWSM Płysky |
| 8    | Hanna Woronina           | 126         | Żytłobud-1 Charków, CPOR-Doneczczanka Donieck |
| 9    | Switłana Friszko         | 113         | Dynamo Kijów, Arsenał Charków (Charkiw-Kondycioner, Metalist), Doneczczanka Donieck (Donećk-Roś), Żytłobud-1 Charków, Pantery Humań, Mariupolczanka Mariupol |
| 10   | Roksołana Krawczuk       | 108         | Worskła Połtawa (Żytłobud-2 Charków), Naftochimik Kałusz |

### Najlepsza piłkarka Ukrainy
Od 2008 gazeta "Desnianśka Prawda" (ukr. Деснянська правда) prowadziła plebiscyt na najlepszą piłkarkę Ukrainy, a od 2012 Komisja Piłki Nożnej Kobiet Ukraińskiego Związku Piłki Nożnej.
- 2008 – Nadija Baranowa ( Zwiezda-2005 Perm)[4]
- 2009 – Daryna Apanaszczenko ( Zwiezda-2005 Perm)[5]
- 2010 – Daryna Apanaszczenko ( Zwiezda-2005 Perm)[6]
- 2011 – Tetiana Czorna ( Rossijanka Krasnoarmiejsk)[7]
- 2012 – Iryna Zwarycz ( Rossijanka Krasnoarmiejsk)[8]
- 2013 – Olha Owdijczuk ( Żytłobud-1 Charków)[9]
- 2014 – Ludmyła Pekur ( Riazań-WDW Riazań)[10]
- 2015 – Daryna Apanaszczenko ( Zwiezda-2005 Perm)[11]
- 2016 – Olha Owdijczuk ( Żytłobud-1 Charków)[12]
- 2017 – Olha Owdijczuk ( Żytłobud-1 Charków)[13]
- 2018 – Daryna Apanaszczenko ( Żytłobud-1 Charków)[14]
- 2019 – Daryna Apanaszczenko ( Żytłobud-1 Charków)[15]
- 2020/21 – Daryna Apanaszczenko ( Żytłobud-1 Charków)[16]

## Uczestnicy
Są 57 zespołów, które wzięli udział w 34 sezonach Mistrzostw Ukrainy, które były prowadzone od 1992 aż do sezonu 2024/25 łącznie. Żaden z klubów nie był zawsze obecny w każdej edycji.
Pogrubione zespoły biorące udział w sezonie 2024/25.
- 27 razy: Łehenda-SzWSM Czernihów
- 22 razy: Donczanka-CPOR Donieck
- 19 razy: Metalist 1925 Charków (Żytłobud-1 Charków)
- 18 razy: Weres Równe
- 17 razy: Ateks Kijów
- 14 razy: Worskła Połtawa (Żytłobud-2 Charków)
- 11 razy: Jatrań Berestiweć
- 10 razy: Pantery Humań
- 8 razy: Czornomoroczka Odessa, Illicziwka Mariupol, Ładomyr Włodzimierz Wołyński, Łuhanoczka-Spartak Ługańsk, Naftochimik Kałusz
- 7 razy: Hrafit Zaporoże
- 6 razy: Arsenał Charków, SK Dnipro-1, Dynamo Kijów, EMS Podilla Winnica, Kołos Połtawa
- 5 razy: Alina Kijów, Jużanka Chersoń, ŻFK Mariupol
- 4 razy: Jednist' Płysky, Kołos Kowaliwka, Krywbas Krzywy Róg, Stal Makiejewka, Woschod Stara Majaczka
- 3 razy: Kyjiwśka Ruś Kijów, Lwiwianka Lwów, Spartak Kijów, Spartak Sumy, Szachtar Donieck
- 2 razy: Arena Kijów, Borysfen Zaporoże, Dnipro Dniepropetrowsk, Krym-Juni Symferopol, Łada Mikołajów, Karpaty Lwów, Tornado Kijów, Wołyń Łuck
- 1 raz: Bukowyna Czerniowce, Bukowyńska Nadija Wełykyj Kuczuriw, CPOR Donieck, Dynamo Irpień, Esmira Ługańsk, Lwiw-Jantarocka, Harmonija Lwów, Inhulczanka Krzywy Róg, Kołos Chersoń, Krajanka Kirowohrad, Mrija Kirowohrad, Nika Mikołajów, Obołoń Kijów, SeaSters Odessa, SKIF Lwów, Sławija Kijów, Soctech Kijów, Ternopolanka Tarnopol